# Fritz Sterler
Fritz Sterler (* 12. April 1886 in Berlin; † 24. Februar 1920 ebenda) war ein deutscher Schauspieler bei Theater und Stummfilm.

## Leben
Kaum 18 Jahre alt, verließ Friedrich „Fritz“ Sterler die Schule, um zum Theater zu gehen. Seine erste Station war das Deutsche Theater in London. Es folgten Verpflichtungen an das Deutsche Theater Berlin sowie nach Stettin und nach New York. Wieder zurück in der deutschen Hauptstadt, holte ihn Victor Barnowsky an seine Bühne. Anschließend gehörte Sterler auch dem Ensemble des Lustspielhauses an. Gastspielreisen führten Fritz Sterler bis nach Budapest und St. Petersburg, wo er im Rahmen des Bock-Ensembles auftrat. Während des Ersten Weltkriegs leitete er als Offizier zwei auf Lustspiel und Operette spezialisierte Theaterensembles in dem von deutschen Truppen besetzten (1917/18) Rumänien.
Zum Film stieß Sterler bereits vor dem Krieg und wirkte vor allem im Jahre 1912 in einer Reihe von Produktionen mit. Dort sah man ihn in tragenden Rollen an der Seite von weiblichen Stars wie Asta Nielsen, Hanni Weisse und Lotte Neumann. Vor allem Max Mack besetzte ihn immer wieder. Nach dem Krieg trat Fritz Sterler nur noch sporadisch vor die Kamera. In dieser Zeit widmete er sich vor allem der Arbeit für die Genossenschaft Deutscher Bühnen-Angehöriger, für die er die Leitung der Sektion „Gastspiele der von der Front heimgekehrten Bühnenkünstler“ übernahm.
Fritz Sterler starb nach nur kurzer Krankheit, keine 34 Jahre alt, an den Folgen einer schweren Grippeerkrankung.

## Filmografie
- 1912: Die Zigeunerin
- 1912: Die lieben Freunde
- 1912: Im Übermut
- 1912: Die Kinder des Generals
- 1919: Das Geheimnis des Amerika-Docks
- 1920: Die Beichte einer Toten